# 威爾頓莊園 (威爾特郡)
51°04′41″N 1°51′22″W / 51.07808°N 1.85600°W

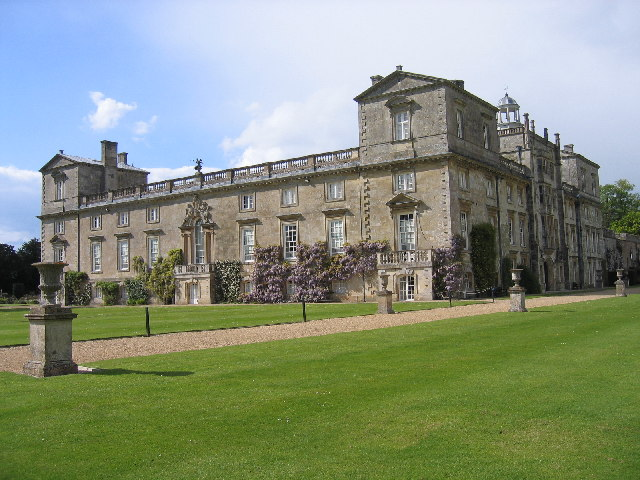
威爾頓莊園南側正面

威爾頓莊園（Wilton House）是位於英國英格蘭威爾特的一座英國鄉村別墅，曾是彭布羅克伯爵的居所超過400年。這裡最早的建築記錄是在871年，詞彙曾在這裡修建過一座修道院。亨利八世時期修道院被解散，這裡被賜予給彭布羅克伯爵，開始了威爾頓莊園的歷史。現在第18代彭布羅克伯爵居住在這裡。

## 外部連結
- Wilton House official web site （页面存档备份，存于）
- Wilton House Garden — a Gardens Guide review
- Mike W. Bucknole, "Wilton House" （页面存档备份，存于）
- Official tourism website for Salisbury and south Wiltshire with accommodation for Wilton （页面存档备份，存于）
- Map and aerial photos